# Reteporella cellulosa
Reteporella cellulosa är en mossdjursart som först beskrevs av Carl von Linné den yngre 1767.  Reteporella cellulosa ingår i släktet Reteporella och familjen Phidoloporidae. Utöver nominatformen finns också underarten R. c. aquilina.